# Karl von Perfall (Schriftsteller)

Karl Theodor von Perfall

Karl Theodor Gabriel Christoph Freiherr von Perfall (* 24. März 1851 in Landsberg am Lech; † 2. September 1924 in Haus Gierenfeld in Schöneberg/Siegkreis) war ein deutscher Journalist, Kunstkritiker und Schriftsteller.

## Leben
Karl Freiherr von Perfall war der Neffe des Münchner Intendanten gleichen Namens, der Bruder des Heimatschriftstellers Anton von Perfall und der Vater des Malers Erich von Perfall. Sie entstammen dem altbayerischen Adelsgeschlecht Perfall.
Nach erfolgreichem Studium der Rechtswissenschaft in München widmete sich Perfall der Kunst und Literatur. Nach längeren Aufenthalten in Dresden, Wien, Genf und Paris wurde er 1879 Chefredakteur der Düsseldorfer Zeitung. Ab 1886 schrieb er im Feuilleton der Kölnischen Zeitung als Korrespondent über die wichtigsten europäischen Kunstausstellungen.
Von 1911 bis 1924 lebte er in seinem Altersruhesitz „Haus Gierenfeld“ in Schönenberg im Bröltal.
Unter dem Pseudonym Karl Theodor von der Ammer veröffentlichte er u. a. im Münchener Bilderbogen.
Sowohl unter diesem Pseudonym als auch unter seinem richtigen Namen veröffentlichte er eine große Anzahl von Romanen und einige Schauspiele.

## Werke (Auswahl)
- Ein Beitrag zur Geschichte der königlichen Theater in München. Piloty & Löhle, München 1894.
- Die Entwicklung des modernen Theaters. Vortrag gehalten in der Dramatischen Gesellschaft Bonn. Schlosser, Godesberg bei Bonn 1899.
- Der schöne Wahn. F. Fontane & Co., Berlin 1901
- Ritter und Damen. Roman. Fleischel, Berlin 1908.
- Vaterschaft. Roman. Fleischel, Berlin 1909
- Weibfremd. Roman. Fleischel, Berlin 1914, 314 S.
- Das Schicksal der Agathe Rottenau. Roman. Ullstein, Berlin/Wien 1916, 285 S.
- Der Weg des Wittwers. Roman. Fleischel, Berlin 1916, 274 S.
- Wendezeit. Roman. Fleischel, Berlin 1917, 299 S.
- Der kluge Pitter. Roman. Fleischel, Berlin 1918, 292 S.
- Wellermanns Ehenot. Roman. Fleischel, Berlin 1919, 278 S.
- Die Schule des Gefühls. Roman. Fleischel, Berlin 1920, 255 S.
- Der Spielgefährte. Roman. Fleischel, Berlin 1921, 230 S.